# Bernard Lehideux
 (février 2024).
Pour les articles homonymes, voir Lehideux.
Bernard Lehideux, né le 23 septembre 1944 à Paris, est un homme politique français, ancien conseiller de Paris, ancien conseiller régional d'Île-de-France et ancien député européen.

## Biographie
Bernard Lehideux est l'un des fondateurs, en 1966, des Jeunes républicains indépendants (JRI), mouvement de soutien à Valéry Giscard d'Estaing.
Longtemps fidèle à l'ancien président de la République, il fut responsable de plusieurs mouvements s'en réclamant. Chef de cabinet de Michel Poniatowski, secrétaire général des Républicains indépendants, de 1971 à 1973, puis chargé de mission auprès de Michel d'Ornano et de Jacques Dominati secrétaires généraux des Républicains indépendants, jusqu'en 1978, il devient secrétaire national chargé des relations avec la presse et de l'information interne du mouvement (1976-1978), puis chargé des élections et des fédérations au Parti Républicain en 1978 et membre de l'équipe fondatrice de l'UDF de 1978 à 1981.
Il est ensuite secrétaire général de la Fédération nationale des clubs Perspectives & Réalités de 1990 à 1993, fondateur du Pôle républicain, indépendant et libéral, puis secrétaire général adjoint de l'UDF, chargé des élections et des fédérations (1993-1995).
Il a participé aux équipes de direction des campagnes de VGE en 1974 et en 1981.
Il est membre du Conseil économique et social de 1979 à 1984 et conseiller de Paris de 1983 à 1995.
Conseiller régional d'Île-de-France (1983-1986 et 1992-2010), il est président du Groupe démocrate et centriste (ex-UDF) au conseil régional d'Île-de-France (1992-1995 et 1998-2010) et premier vice-président du conseil régional d'Île-de-France, chargé des Finances (1995-1998).
Il est préside la Caisse nationale de l'Énergie de 1987 à 1989.
Bernard Lehideux est député au Parlement européen de 1998 à 1999 puis de 2004 à 2009, vice-président de la commission du développement et de la coopération (1998-1999) au sein du Parlement.
Après l'élection présidentielle de 2007, il reste fidèle à François Bayrou et participe à ses côtés à la fondation du Mouvement démocrate et devient son directeur de cabinet.
En 2009, il se représente aux élections européennes en Île-de-France en deuxième position sur la liste de Marielle de Sarnez, comme en 2004, mais il n'est pas réélu.
Il devient membre du bureau exécutif national du MoDem le 29 juillet 2009. Il quitte le 13 avril 2010 sa fonction de directeur de cabinet de François Bayrou pour des « raisons personnelles » mais reste conseiller de celui-ci. Il est chargé de la Défense dans le contre-gouvernement du MoDem de 2010, formé le 21 septembre 2010 et animé par Bayrou.
En 2023, il publie “ Le Couteau Suisse “, ses mémoires politiques.

## Affaire judiciaire
Dans le cadre de l'affaire des assistants parlementaires du Mouvement démocrate au Parlement européen, Bernard Lehideux est jugé en octobre 2023, devant les juges de la 11e chambre du tribunal correctionnel de Paris, pour « complicité » ou « recel de détournement de fonds publics ». Bernard Lehideux aurait employé une assistante, entre 2005 et 2007, alors que celle-ci déclare avoir été exclusivement la secrétaire de direction de François Bayrou, ainsi que deux autres collaboratrices pour un montant global de 70 147 euros,.
Il est condamné à dix-huit mois de prison avec sursis, 50 000 euros d’amende et deux ans d’inéligibilité avec sursis. Il fait appel de cette décision.